# Rain of a Thousand Flames
Rain of a Thousand Flames är en EP av bandet Rhapsody (numera Rhapsody of Fire), utgiven 2001.
Skivan utspelar sig i två delar, Rain of a Thousand Flames och Rhymes of a Tragic Poem - The Gothic Saga.

## Låtlista
1. "Rain of a Thousand Flames" - 3:43
2. "Deadly Omen" - 1:48
3. "Queen of the Dark Horizons" - 13:42
4. "Tears of a Dying Angel" - 6:22
5. "Elnor's Magic Valley" - 1:40
6. "The Poem's Evil Page" - 4:04
7. "The Wizard's Last Rhymes" - 10:37

## Medverkande
- Sång: Fabio Lione
- Keyboard, Piano och till viss del Harpa: Alex Staropoli
- Elgitarr och Akustisk Gitarr: Luca Turilli
- Elbas: Alessandro Lotta
- Trummor: Alex Holzwarth

### Gästartister
- Körsång: Bridget Fogle och Previn Moore
- "Epic" körsång: Robert Hunecke-Rizzo, Olaf Hayer, Oliver Hartmann och Tobias Sammet
- Kvinnlig berättare: Nadja Bellir
- Manlig berättare: Sir Jay Lansford
- Fiol: Dana Lurie